# Stadion Šubićevac
Das Stadion Šubićevac ist ein Fußballstadion in der kroatischen Stadt Šibenik. Es ist die Heimspielstätte des Fußballvereins HNK Šibenik. Die Anlage bietet 8500 Plätze. Das Stadion war in der kommunistischen Ära nach dem Führer der jugoslawischen Partisanen Rade Končar benannt. 1992 erhielt es seinen heutigen Namen. Im Sommer 2020 wurde es letztmals renoviert. Seit 2021 besitzt das Spielfeld einen Hybridrasen.

## Geschichte
Der Bau eines neuen Stadions begann Anfang 1946 als Teil des Sportkomplexes, der einen Fußballplatz, eine Leichtathletikanlage, Tennis-, Basketball- und Volleyballplätze umfasste. Der für das Projekt gewählte Ort war ein Gebiet namens Šubićevac, in dem Rade Končar, ein antifaschistischer Kämpfer im Zweiten Weltkrieg, von der italienischen Armee zusammen mit 25 anderen Mitgliedern des Widerstands hingerichtet wurde. Der Bau dauerte zwei Jahre. Am 1. Mai 1948 wurde das Stadion mit einem Spiel zwischen NHK Šibenik und Hajduk Split (2:4) eröffnet.
Im Rahmen der in Split stattfindenden Mittelmeerspiele 1979 wurden mehrere Fußballspiele in Šibenik ausgetragen. Am 1. August 2020 war das Stadion Austragungsort des Finales des kroatischen Fußballpokals 2019/20. Die Partie gewann der HNK Rijeka mit 1:0 gegen Lokomotiva Zagreb. Am 24. August 2024 findet im Šubićevac das erste ELF International Game zwischen den Hamburg Sea Devils und den Madrid Bravos statt.